# Josef Pommer

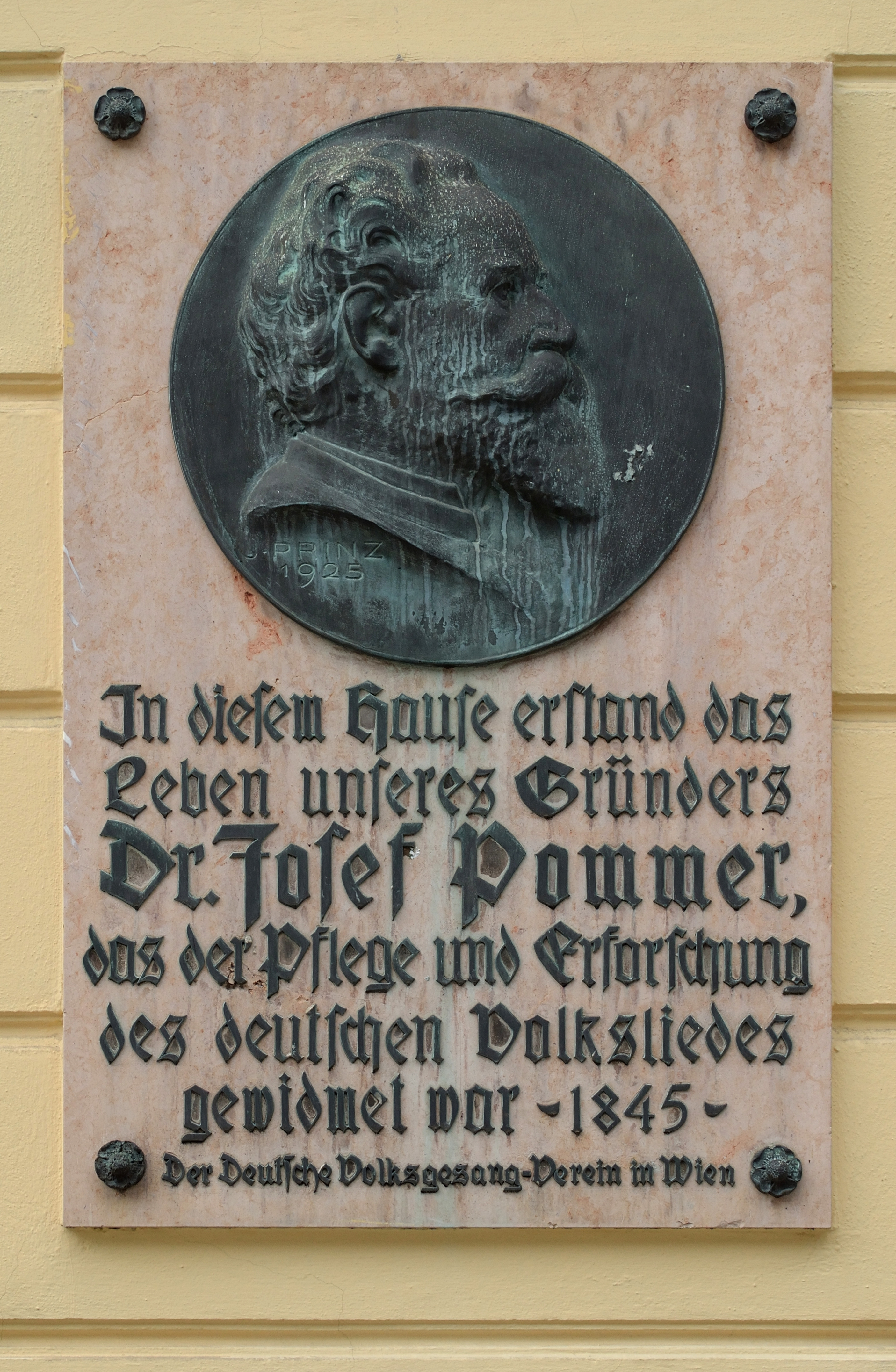
Gedenktafel am Rathaus in Mürzzuschlag, Medaillon von J. Prinz 1925

Josef Pommer (* 7. Februar 1845 in Mürzzuschlag, Steiermark; † 25. November 1918 in Gröbming, Steiermark) war ein österreichischer Volksliedforscher und deutschnationaler Politiker. Als Herausgeber der Zeitschrift Das deutsche Volkslied gilt er als Mitbegründer der österreichischen Volksmusikforschung. Von 1897 bis 1907 war er Abgeordneter zum Reichsrat.

## Biographisches
Josef Pommer, Sohn eines Richters, wuchs in Graz auf, ab 1858 besuchte er das Gymnasium in Cilli/Celje und ab 1862 in Marburg/Maribor in der Untersteiermark. Er studierte von 1864 bis 1870  an der Universität Wien Philosophie, Germanistik, Mathematik und Physik. Während seines Studiums wurde er 1865 Mitglied der deutschnationalen und antisemitischen Burschenschaft Silesia Wien. Er wurde 1870 zum Dr. phil. promoviert und bestand 1871 die Lehramtsprüfung für das Gymnasium in den Fächern Deutsch (Oberstufen) sowie Philosophie, Mathematik und Physik (Unterstufen). Nach der Zeit als Probekandidat und Supplent wurde er 1874 Gymnasialprofessor und unterrichtete am Mariahilfer Real- und Obergymnasium. Für seine publizistische und politische Tätigkeit war er ab 1897 vom Schuldienst beurlaubt, 1907 trat er in den Ruhestand.

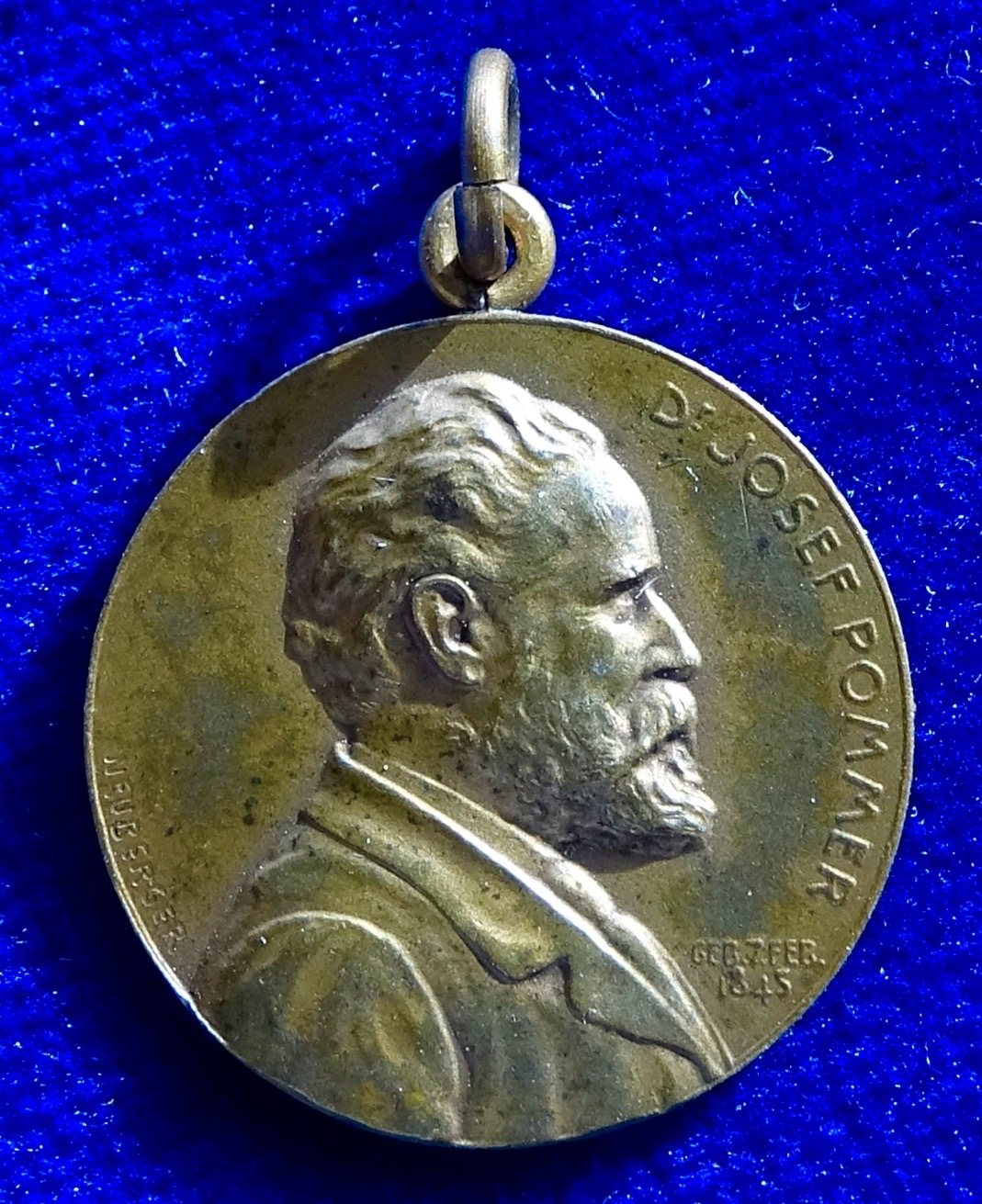
Vorderseite der Medaille des Deutschen Volksgesang-Vereins zu Josef Pommers 60. Geburtstag, Wien 1905

Er war 1880 Gründungsmitglied des Deutschen Schulvereins und gehörte bis 1886 dessen Leitungsausschuss an. Da der Verein auch Juden als Mitglieder aufnahm und sich die Anhänger des radikalen Antisemiten Georg von Schönerer – zu denen auch Pommer gehörte – nicht durchsetzen konnten, verließ er den Deutschen Schulverein und gestaltete 1886 die antisemitische Konkurrenzorganisation Schulverein für Deutsche mit. Bis Ende 1889 gehörte Pommer Schönerers „Deutschnationalen Verein“ an, trat aber aufgrund dessen permanenter Regierungsfeindlichkeit und der damit einhergehenden Marginalisierung der eigenen Position aus. Er gehörte 1889 zu den Gründern des in Wien erscheinenden Deutschen Volksblatts und war bis 1890 dessen Feuilleton-Redakteur. 1890 war er Mitgründer und bis 1914 Obmann des Deutschen Volksgesang-Vereins in Wien.
Der Austritt aus der Schönerer-Bewegung änderte nichts an Pommers antisemitischer Grundhaltung, er unterstützte Bürgermeister Karl Lueger und engagierte sich „für das nationale Deutschthum, das praktische Christenthum und das Volkswohl“. In weiterer Folge bekleidete er zwei politische Mandate: Er war von 1895 bis 1897 Wiener Gemeinderat und anschließend von 1897 bis 1907 als Mitglied der Deutschen Volkspartei Reichsratsabgeordneter von Cilli. Im Reichsrat vertrat Pommer seine antisemitische Ansichten vehement, wetterte immer wieder gegen „Sozialdemocraten und Judenliberale“ und bezeichnete den sozialdemokratischen Reichsratsabgeordneten Wilhelm Ellenbogen als „frechen Juden“. Er war auch im 1908 gegründeten Deutschen Klub aktiv.
Pommer widmete sich in seiner Musikarbeit der Sammlung von Volksliedern. Einen Namen in der Musikszene machte er sich als Herausgeber der Zeitschrift Das deutsche Volkslied, die er ab dem Jahre 1899 publizierte, und als führender Mitarbeiter des Projekts Das Volkslied in Österreich. Dennoch verkündete Pommer seine antisemitische Haltung auch in diesem Bereich: anlässlich des zehnjährigen Jubiläums des „Deutschen Volksgesang-Vereines“ im Jahre 1900 behauptete Pommer, dass „nur Deutsche, Arier, nur Deutschbewußte das deutsche Volkslied, sein grunddeutsches Wesen fassen und würdigen“ könnten.
Er war an der Gründung des Phonogrammarchivs der Österreichischen Akademie der Wissenschaften im Jahr 1899 und des Österreichischen Volksliedwerkes 1904 wesentlich beteiligt und leitete das Unternehmen bis zu seinem Tod. Sein Sohn, der Bregenzer Pfarrer Helmuth Pommer, setzte seine Arbeit am Volksliedwerk fort.
Josef Pommer nahm sich am 25. November 1918 in Gröbming, Steiermark, das Leben.
1934 wurde die Josef-Pommer-Gasse in Wien-Hietzing nach ihm benannt, in Graz ist die Pommergasse und in Mürzzuschlag Dr.-Josef-Pommer-Gasse ⊙ nach ihm benannt.

## Werke (chronologisch)

### Volksliedsammlungen
- Liederbuch für die Deutschen in Österreich, Wien, 1884
- Jodler und Juchezer, Wien/Leipzig, 1889
- 252 Jodler und Juchezer, Wien, 1893 (Digitalisat)
- 444 Jodler und Juchezer aus der Steiermark und dem Steirisch-Österreichischem Grenzgebiete (entspricht Volksmusik der deutschen Steiermark, Teil 1), Wien, 1902
- Blattl-Lieder. Nach Wort und Weise verfasst von dem Tiroler Bauerndichter Christian Blattl 1805, Saalfelden, 1910
- diverse Ausgaben von Volksliedsätzen, vor allem in der vom Deutschen Volksgesangsverein herausgegebenen Reihe Flugschriften und Liederhefte, Wien, 1892ff.

### Schriften
- Wegweiser durch die Literatur des Deutschen Volksliedes (entspricht Flugschriften und Liederhefte zur Kenntnis und Pflege des Deutschen Volksliedes, Teil 5), Wien, 1896
- Das deutsche Volkslied, Zeitschrift, Erscheinungszeitraum 1899–1947
- Das Volkslied in Österreich. Anleitung zur Sammlung und Aufzeichnung. Fragebogen, Wien, 1906
- Über das älplerische Volkslied und wie man es findet. Plauderei (entspricht: Flugschriften und Liederhefte zur Kenntnis und Pflege des Deutschen Volksliedes, Teil 12), Wien, 1907